# Білоруська конференція

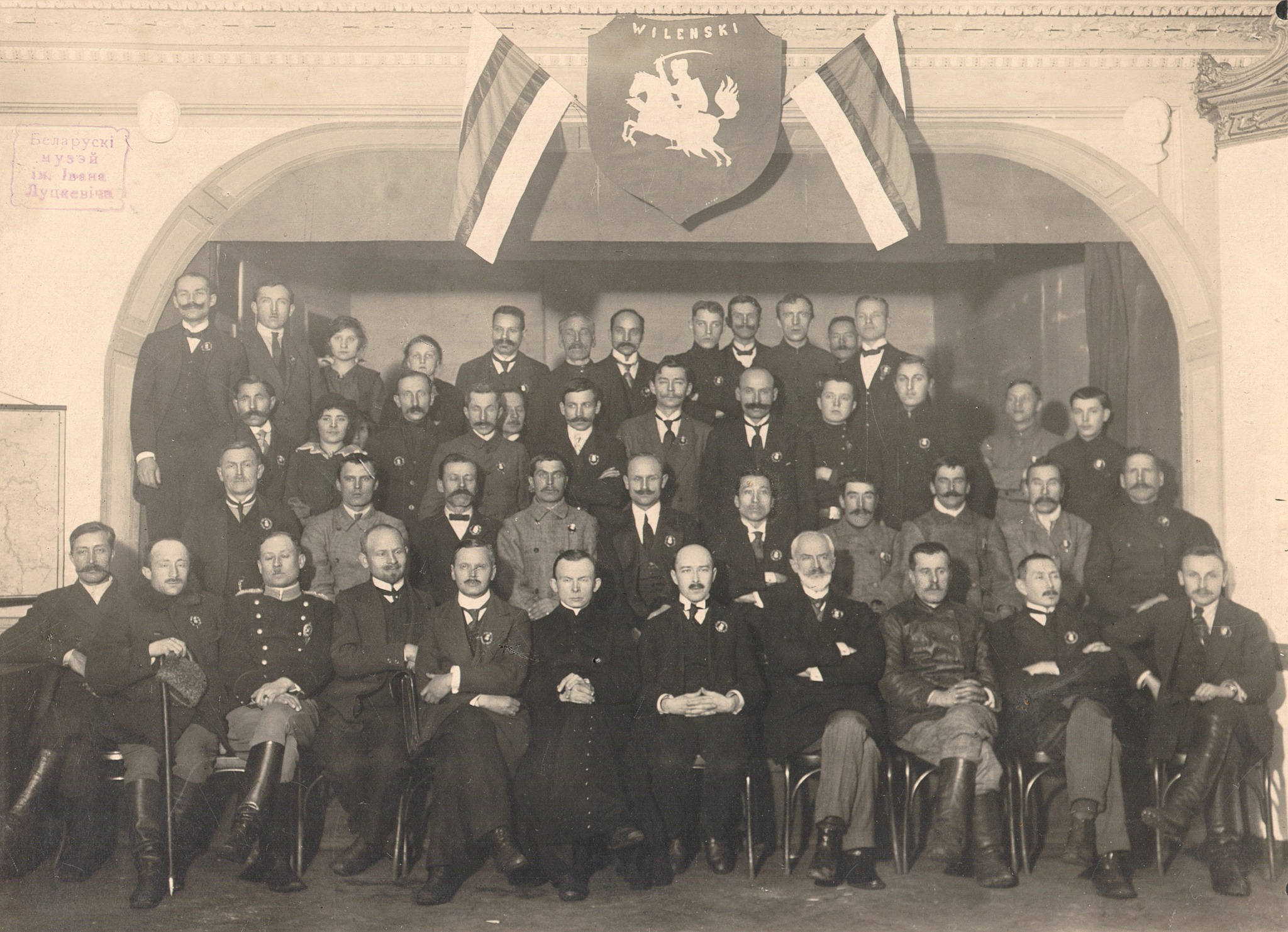
Учасники Білоруської конференції 1918 року

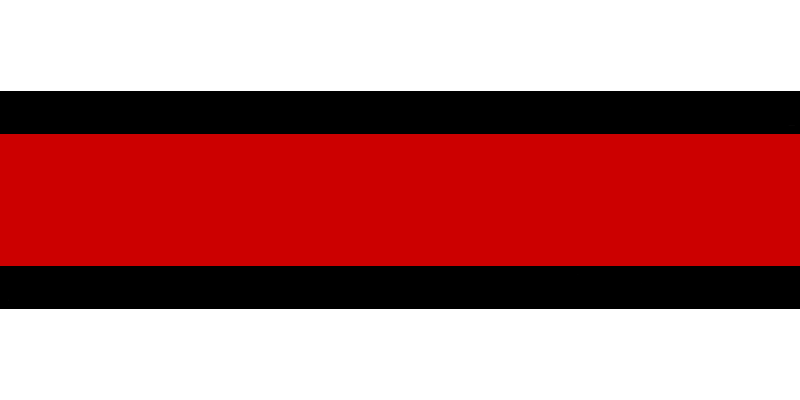
Прапор Білоруської конференції 1918 року

Білоруська конференція — конференція, яка відбулася 25-28 січня 1918 року у Вільні. Була скликана Організаційним комітетом, до якого входили представники різних соціальних кіл і білоруських організацій з окупованої Німеччиною території Білорусі.
Проведення конференції було викликано подіями в Росії (Жовтневий переворот 1917), в східній частині Білорусі (Всебілоруський з'їзд, антибілоруська політика більшовиків), оголошення Литовської Республіки в грудні 1917. У зв'язку з цим виникла необхідність узгодити цілі різних білоруських організацій, «обробити основи білоруського народного представництва» і «покласти перший камінь під будівництво нашого державного майбутнього». Через те, що німецька окупаційна влада і Литовська Таріба підозріло ставилася до білоруського визвольного руху, Організаційний комітет у своєму оголошенні запропонував скликати підготовчу нараду, котра, «розглянувши сучасне політичне становище і підготувавши собі ясний погляд на нього, має обробити основи організації білоруського народного представництва».
Нарада зібралася 25 січня 1918 року у Вільні та оголосила себе Білоруською конференцією. Делегати мали розглянути 2 концепції: вироблену у вересні 1917 конференцією Білоруського народного комітету, Білоруського соціал-демократичної робтничої групи та Віленського комітету Білоруського соціалістичного суспільства, а також вироблену організацією Спілка незалежності та неподільності Білорусі. Після узгодження своїх позицій білоруські організації не відмовилися від ідеї Білорусько-Литовської держави. На думку учасників конференції, ця держава повинна була стати конфедерацією двох автономних територій — білоруської і литовської; до складу конфедерації повинні були увійти всі білоруські та всі литовські землі.
На конференції було обрано координаційний центр білоруських організацій і представницький орган окупованої Німеччиною території Білорусі — Віленська білоруська рада.